# Sony BMG
Sony BMG Music Entertainment a fost o casă de discuri americană deținută ca un parteneriat de 50–50 între Sony Corporation of America și Bertelsmann. Succesorul companiei, reînviatul Sony Music Entertainment, este deținut în întregime de Sony, urmând achiziției acțiunilor de 50 % rămase deținute de Bertelsmann. BMG a fost în schimb relansată ca BMG Rights Management pe baza a 200 de artiști rămași.